# Eblisia exortiva
Eblisia exortiva är en skalbaggsart som först beskrevs av Lewis 1888.  Eblisia exortiva ingår i släktet Eblisia och familjen stumpbaggar. Inga underarter finns listade i Catalogue of Life.